# شویش (صربستان)
شویش (به صربی: Ševiš) یک منطقهٔ مسکونی در صربستان است که در پروکوپلیه واقع شده‌است. شویش ۲۳ نفر جمعیت دارد.